# Bella Sky Hotel
Il Bella Sky Hotel, chiamato anche AC Hotel Bella Sky Copenhagen e precedentemente noto Bella Sky Comwell Hotel, è un hotel per conferenze a 4 stelle che si trova adiacente al Bella Center nel quartiere Ørestad di Copenaghen, in Danimarca. Con 814 camere, è il più grande hotel in Scandinavia. L'hotel fa parte della divisione AC Hotels di Marriott International ed è stato inaugurato il 15 dicembre 2014.

## Descrizione

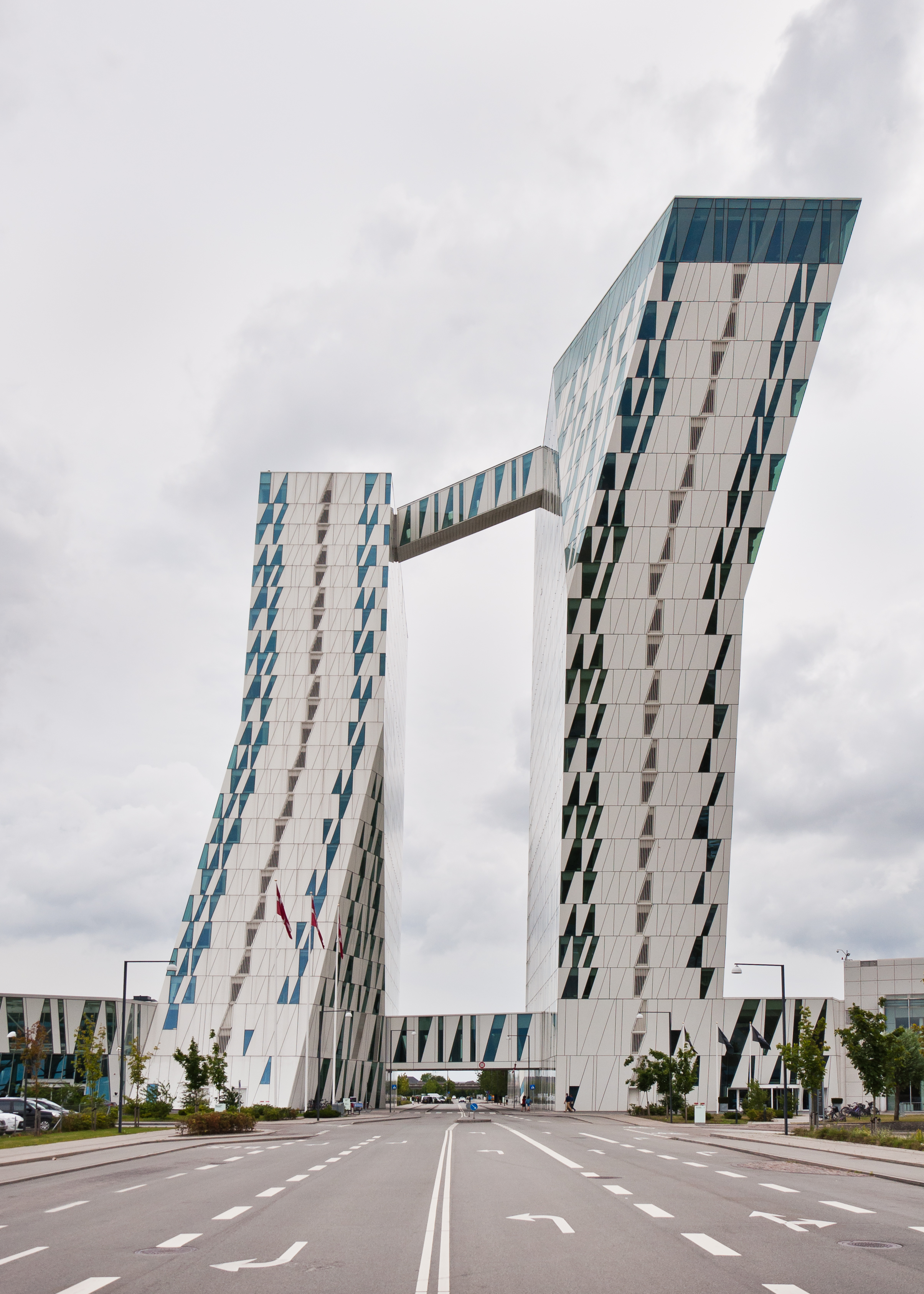
Vista laterale del complesso

L'hotel, disegnato dallo studio 3XN, è composto da due torri che raggiungono i 76,5 metri di altezza con un'inclinazione di 15° in direzioni opposte. L'altezza era determinata da restrizioni dovute alla vicinanza dell'aeroporto di Copenaghen e al l'inclinazione scelta per ottimizzare la vista panoramica dall'edificio.
Ramboll era consulente tecnico delle strutture. Tutti i calcoli e i disegni utilizzati da Ramboll sul progetto sono stati estratti da un modello 3D. Il programma di calcolo ROBOT ha collaborato con il programma di progettazione TEKLA.
L'hotel dispone di 814 stanze, cinque ristoranti, 30 sale riunioni e un'area benessere di 850 m². Il 17º piano è stato progettato appositamente per le donne, ma accoglie anche uomini.
Hotel occupa una superficie di 42.000 metri quadrati, con una caratterizzazione degli esterni composti da pannelli in alluminio e vetro dalla forma triangolare.